# جامعة إكستريمادورا
جامعة إكستريمادورا (بالإسبانية: Universidad de Extremadura)‏ هي جامعة إسبانية عامة تقع في منطقة إكستريمادورا وتتوزع معاهدها ـ وعددها تسعة عشر ـ على أربع مدن هي بطليوس وقصرش وماردة وبلاسينثيا. يُختصر اسم الجامعة إلى UEx.
أُسِّسَت سنة 1973 بمرسوم وزارة التربية والعلوم الإسبانية رقم 991/1973 الصادر في 10 مايو، وهي عضو بمجموعة التسعة للجامعات.
يبلغ عدد الطلاب المسجلين بالجامعة 24451 طالبًا، وعدد أعضاء هيئة التدريس 2016 أستاذًا، وللجامعة حرم جامعي افتراضي (بالإسبانية: Campus Virtual de la Universidad de Extremadura)‏ يقدم المواد التعليمية التي يدرسها الطلاب في الفصول الدراسية بهدف توسيع نطاق عملية التعليم والتعلم.

## كليات ومدارس الجامعة
- الحرم الجامعي في بطليوس:
  - مدرسة المهندسين الزراعيين
  - مدرسة المهندسين الصناعيين
  - كليات علوم التوثيق والاتصال
  - كلية العلوم
  - كلية العلوم الاقتصادية والأعمال
  - كلية التربية
  - كلية الطب
  - مدرسة التمريض (ملحقة بإدارة الصحة في إكستريمادورا)
- الحرم الجامعي في قصرش:
  - مدرسة الفنون المتعددة (البوليتكنيك)
  - كلية التمريض والعلاج المهني
  - كلية علوم الرياضة
  - كلية القانون
  - كلية دراسات الأعمال والسياحة
  - كلية الفلسفة والآداب
  - كلية تأهيل المعلمين
  - كلية الطب البيطري
- المركز الجامعي في ماردة
- المركز الجامعي في بلاسينثيا
- مركز سانتا آنا في ألمندراليخو (ملحق بالجامعة)

## وصلات خارجية
- الموقع الرسمي (بالإسبانية) نسخة محفوظة 29 أكتوبر 2007 على موقع واي باك مشين.
- (بالإسبانية) الحرم الافتراضي لجامعة إكستريمادورا نسخة محفوظة 23 فبراير 2011 على موقع واي باك مشين.